# Angry Birds: La pel·lícula
Angry Birds: La pel·lícula (títol original en anglès: The Angry Birds Movie) és una una pel·lícula finesa-estatunidenca en 3D d'animació per ordinador. És el primer lliurament i comèdia d'acció dirigida per Clay Kaytis i Fergal Reilly, produïda per John Cohen i Catherine Winder i escrita per Jon Vitti. La pel·lícula està basada en la famosa sèrie de videojocs Angry Birds. L'elenc principal inclou a Jason Sudeikis, Josh Gad, Danny McBride, Bill Hader, Maya Rudolph, i Peter Dinklage. Ha estat doblada en català.

## Argument
L'Illa Ocell és una illa habitada per aus que no volen, una d'elles Red, un cardenal vermell que és sentenciat pel jutge Peckinpah a assistir a sessions de control d'ira, després de perdre el seu temperament amb el seu últim client mentre treballava de pallasso. A l'arribar a la classe, observa un titella (semblant a un espantaocells), causant que Red s'enfadi causa de riure que produeix el titella, però es tranquil·litza. Red la fa caure una mica; però aquesta la colpeja, causant que Red s'enfadi i es tranquil·litzi de nou. Malauradament, Red s'enfada per tercera vegada i fa que l'acabi trencant-la en trossos. La classe de control de la ira és dirigit per Matilda, una gallina amable que solia ser en realitat, una au enutjada i coneix els seus companys de teràpia Chuck, un canari veloç que va ser multat per excés de velocitat, Bomb, un corb que té problemes per controlar el seu poder d'explosió cada vegada que s'enfada o s'espanta i Terence, un cardenal fort i robust que Maltida es va limitar a no revelar el seu expedient al grup, però es mostren les sirenes de policia que va ser en un incendi que tal torn va provocar. La classe no ajuda a Red a controlar la seva ira i conforme passen les classes aquest s'avorreix.
A l'endemà, Stella, una cacatua galah ho llavors a les aus que arriba un vaixell (aparentment amb dos tripulants a bord) a la costa, que destrueix la casa de Red accidentalment. Un cop atraca, baixen dos porcs de color verd, dels quals un es presenta com Leonard i al·lega ser un "explorador", amb la idea d'estrènyer llaços d'amistat, sent acceptats per la comunitat d'ocells, menys Red, el qual sospita de tots dos visitants i de la seva sobtada aparició a l'illa. a la nit, després que els porcs els mostrin als ocells la resortera Gegant, usen a Red com a voluntari per a llançar-lluny del lloc i cau a la platja on hi ha el vaixell dels porcs. Els seus companys de teràpia: Chuck i Bomb l'acompanyen a investigar a l'interior del vaixell i descobreixen que hi ha més porcs a l'interior. Red interromp la presentació dels porcs i porta a la resta dels porcs amagats dins el vaixell perquè els ocells vegin que Leonard havia mentit sobre el que havia esmentat abans, però Leonard li diu als ocells que són els seus "cosins" porcs, els qui els volien impressionar amb el seu "Show de Vaquers". Red encara més enfadat i inadaptat, se'n va de tornada a casa destruïda.
A l'endemà, un altre vaixell de porcs també arriba a l'illa i s'integren a la resta dels porcs que estaven inicialment, però, a l'acabar la classe d'ira de Matilda, Stella, a l'mostrar-los els ous dels ocells a Leonard i els porcs, Leonard s'il·lusiona amb l'ou; però és interromput per Red, qui diu que no és bona idea. Peckinpah li adverteix a Red que es mantingui allunyat dels porcs i que la ira no és sempre la resposta. No obstant, un recelós Red tracta d'esbrinar les seves intencions i demana ajuda a Chuck i Bomb perquè l'ajudin a trobar a l'Àguila Poderosa, una gegantesca àliga calba, la qual viu a la part alta de la muntanya i de la que diuen que és " el protector "i l'única capaç de volar. Després d'un llarg viatge, els tres descobreixen que l'Àguila Poderosa és realment un vague tenint un estil de vida sedentari i es nega a ajudar-los (a causa que estava fent veure que perdés la seva fe en ells i es ajudessin així mateixos). Indignat per la seva indiferència, Red imita el seu comportament i mentre observa pel telescopi d'aquest, descobreix que els porcs estan col·locant explosius a les cases dels altres ocells mentre aquests assisteixen a una festa, preparada com ardit per robar-los els ous i escapar. Mentre Chuck tracta de donar l'avís de l'robatori dels ous, Red i Bomb intenten rescatar els ous del vaixell, però els esforços són vans i els porcs dinamiten tot el llogaret. Després d'assabentar del que havia passat, Peckinpah i tots els ocells es disculpen amb Red, qui els anima que és hora d'enutjar i anar a l'Illa Porquet a recuperar tots els ous robats.
Després de construir una bassa i salpar a Illa Porquet, on es disposen a assaltar una ciutat emmurallada amb un castell on creuen que pot estar els seus ous, aviat descobreixen també que Leonard en realitat és el rei. Amb l'impuls de la resortera Gegant, Red, Chuck i Bomb llancen diversos ocells per atacar els porcs (Matilda, Bubbles, un mim, Cyrus, Peckinpah, Stella, Hal, entre d'altres), cadascun tenia una habilitat especial i això deixa als ocells molt sorpresos; però la meta en que va consistir Red era arribar a castell, però ells no ho aconsegueixen. El rei Leonard, assabentat de l'atac, alerta als porcs capturar les aus que destrueixin el seu veïnat, canviant els plans: que en comptes de menjar els ous cada nit (tal com ho havia dit anteriorment després obtenir-los), es menjarien els ous en el dinar. Red, tenint un pla, decideix llançar-se així mateix i aconsegueix entrar al castell i els avisa que manaran als altres ocells per atacar. Mentre que Red està dins del castell, Terence llança a Chuck a través de la finestra del castell estavellant a les habitacions dels porcs i després llança a Bomb cap al mur de la balconada del castell traspassant el mur, i tots dos aconsegueixen entrar dins el castell, on els porcs es disposen a cuinar i menjar-se els ous. El rei Leonard, enutjat per la runa que li van caure a sobre quan Bomb va aconseguir traspassar el mur, ordena desplegar la Força Aèria Porcina per acabar amb tots els ocells. Mentrestant, als afores de la ciutat de l'illa Porquet, tots els ocells, sense tenir ningú per llançar-se en la resortera Gegant, Terence decideix llançar-se en ella; però la destrueix, pel fet que no té el pes adequat. Davant aquesta situació, a l'assabentar-se de la volta on van ocultar els ous, posant un rètol en grafit que diu: "No hi ha ous aquí"; en aquest moment, mentre Red tracta de tenir un pla d'entrar, Chuck usa la seva supervelocitat (sent aquesta una picada d'ullet a l'escena de Quicksilver, en X-Men: dies del futur passat i de l'superheroi Flash de la seva sèrie de televisió homònima de 2014) per distreure'ls. A l'aconseguir entrar a la volta, ja és tard i Red se sosté de la xarxa portant amb els ous en una tirolina elèctrica que el porta cap al menjador del castell. El rei Leonard, en veure que Red es refusa deixar-se anar de la xarxa (sense tenir remei), decideix cuinar-juntament amb els ous; però es deixa anar de la xarxa, enderrocant al Porc Constructor que tenia a les mans el control remot i l'agafa, per impedir que els ous fossin cuinats amb l'ajut de l'Xef Porc qui els preparava. Mentre que Bomb i Chuck tracten d'entrar al menjador del rei Leonard, entra en acció l'Àguila Poderosa, el qual treu tots els ous, després de pensar en el qual li havia dit Red abans i va decidir canviar de parer, però, un ou de color blau es rellisca de la xarxa en ple escapament i Red torna al castell per recuperar-lo i aconsegueix treure-se'l de les mans del rei Leonard i finalment empeny l'olla gegant al castell fent que el líquid calent es dispersi a l'interior. Mentrestant fora del castell, Bomb va la zona de llançament de la Força Aèria Porcina que ataquen l'Àguila Poderosa i explota just abans que més avions surtin demanant reforços i Terence es porta als ocells que estan en el llogaret de porcs amb un acte que li va robar als porcs i surten del llogaret.

Red i el rei Leonard cauen en un forat i entren a la zona més profunda del castell on es troben milers de quilos d'explosius. El rei Leonard aconsegueix treure-li l'ou blau a Red i usa una espelma per cuinar-lo. Red en veure que l'olla gegant està a punt de caure decideix distreure el rei Leonard i aconsegueix treure-li de tornada l'ou blau, just quan cau l'olla gegant sobre Red i aquesta el protegeix de l'explosió. La vela que carregava el rei Leonard li cau sobre una dinamita i causa una enorme explosió en tot el lloc, mentre que l'Àguila Poderosa aconsegueix portar els ous retornada amb els ocells. No obstant això després de l'explosió, comencen buscar a Red entre la runa, però Chuck diu creient que està mort perquè no va aconseguir sortir del castell per anar a rescatar l'ou blau. Els ocells comencen a ploren per la pèrdua de Red, però afortunadament aconsegueix sortir viu de l'explosió juntament amb l'ou blau, el qual s'havia trencat naixent 3 polls blaus, els que reconeixen als seus pares i és aclamat com un heroi.
De tornada a l'illa, els ocells comencen a reconstruir els danys del llogaret i li donen a l'Àguila Poderosa tot el crèdit pel rescat d'ous. Després Red descobreix que els ocells han reconstruït la seva casa al poble com a agraïment per haver recuperat els ous i també rep una cançó de part dels pollets del llogaret i de Terence. Red agraït i feliç de ser ara part del llogaret, convida a Chuck i Bomb a entrar a casa seva.
Durant els crèdits, diversos ocells ballen entre ells els pollets i Terence. Mentre que a la destruïda Illa Porquet, els porcs sobreviuen en l'explosió i comencen a ballar i mentre per al rei Leonard; pensa un nou pla de venjança per treure-li una vegada més els ous als ocells, però alhora balla. De tornada a l'Illa Ocell, l'Àguila Poderosa balla en la seva cova i mentre en el llogaret, mentre Chuck i Bomb ballen, Red descobreix que les seves celles fan moviments increïbles en ballar.
En una escena a meitat de crèdits, els pollets de l'ou blau usen la resortera Gegant a si mateixos i es llancen sobre l'oceà triplicant, descobrint-se a si mateixos com els Blues (Jay, Jake i Jim).

## Repartiment
| Personatge                      | Veu en anglès       |
| ------------------------------- | ------------------- |
| Red                             | Jason Sudeikis      |
| Chuck                           | Josh Gad            |
| Bomb                            | Danny McBride       |
| Matilda                         | Maya Rudolph        |
| Stella                          | Kate McKinnon       |
| Rei Leonard                     | Bill Hader          |
| Àguila Poderosa                 | Peter Dinklage      |
| Jutge Peckinpah                 | Keegan-Michael Key  |
| Willow                          | Charli XCX          |
| Bobby                           | Max Charles         |
| Terence                         | Sean Penn           |
| Ross                            | Tony Hale           |
| Hal                             | Anthony Padilla     |
| Bubbles                         | Ian Hecox           |
| Earl                            | Blake Shelton       |
| Mimo                            | Tony Hale           |
| Jay                             | Noah Schnapp        |
| Jake                            | Owen Wilder Vaccaro |
| Jim                             | Pierce Gagnon       |
| Early                           | Romeo Santos        |
| Cyrus                           | Tony Hale           |
| El xef porc                     | Billy Eichner       |
| El porc constructor             | Fergal Reilly       |
| Edward                          | Tituss Burgess      |
| Eva                             | Kate McKinnon       |
| Helene, mare d'en Bobby         | Jillian Bell        |
| Shirley                         | Cristela Alonzo     |
| Monica, au guàrdia dels carrers | Danielle Brooks     |

## Producció
El desenvolupador de videojocs finlandès Rovio Entertainment va dir en un comunicat de premsa que ha escollit a Sony Pictures Imageworks Vancouver com la casa d'animació primària per a la producció d'aquesta pel·lícula. Rovio també va contractar a David Maisel, ex productor executiu de pel·lícules de Marvel Studios com Iron Man i Thor, per dirigir la producció dels seus llargmetratges. El 29 de setembre de 2014, els estudis posen en marxa un lloc web oficial de la pel·lícula UnlocktheFlock.com. L'1 d'octubre la primera imatge de la pel·lícula va ser revelada juntament amb l'elenc, que inclou a Jason Sudeikis com Xarxa, el cap de l'esbart, Josh Gad com el veloç Chuck, Danny McBride com la bomba volàtil, Bill Hader com un porc, Maya Rudolph com Matilda i Peter Dinklage com el poderós Àguila. Mentre que l'elenc secundari inclou a Keegan-Michael Key, Kate McKinnon, Tony Hale, Ike Barinholtz, Aníbal Buresa, Cristela Alonzo, Jillian campana, Danielle Brooks, el duo Romeo Santos i Smosh, Anthony Padilla i Ian Hecox.
El pressupost de la pel·lícula s'estima en $ 80 milions (€ 75 milions). A més, Rovio i Sony Entertainment gastaran uns € 100 milions per a la comercialització i distribució de la pel·lícula. La xifra exacta no va ser revelada, però Rovio invertirà en la pel·lícula més de € 100 milions, el que faria que sigui la pel·lícula amb el pressupost més gran de la indústria de cinema a Finlàndia, on la seva pel·lícula més cara va ser Big Game, una pel·lícula d'aventura estrenada el 2014, feta per € 8,5 milions.

## Banda sonora
The Angry Birds Movie: Original Motion Picture Soundtrack és el CD de Soundtrack d'Angry Birds: La pel·lícula. L'àlbum va ser publicat el 6 de maig de 2016.
Conté 14 cançons d'artistes destacats, 4 d'elles creades especialment per a la pel·lícula (Friends, I Will Survive, Wonderful Life (Mi Oh My) i Explode), 7 més cançons ja creades i 3 cançons pròpies de la pel·lícula (The Mighty Eagle Song, The Mighty Red Song i Angry Birds Movie Score Medley). Té una durada de 48 minuts.

### Llista de cançons
| Núm. | Títol                            | Artista         | Durada |
| ---- | -------------------------------- | --------------- | ------ |
| 1.   | «Friends»                        | Blake Shelton   | 3:04   |
| 2.   | «I Will Survive»                 | Demi Lovato     | 4:05   |
| 3.   | «Wonderful Life (Mi Oh My)»      | Matoma          | 3:30   |
| 4.   | «On Top of the World»            | Imagine Dragons | 3:12   |
| 5.   | «Explode»                        | Charli XCX      | 3:45   |
| 6.   | «Never Gonna Give You Up»        | Rick Astley     | 3:34   |
| 7.   | «Rock You Like a Hurricane»      | Scorpions       | 4:16   |
| 8.   | «Fight»                          | Steve Aoki      | 3:52   |
| 9.   | «Wild Thing»                     | Tone Loc        | 4:25   |
| 10.  | «Sound of da Police»             | KRS-One         | 4:18   |
| 11.  | «Behind Blue Eyes»               | Limp Bizkit     | 4:31   |
| 12.  | «The Mighty Eagle Song»          | Peter Dinklage  | 2:06   |
| 13.  | «The Mighty Red Song»            | The Hatchlings  | 0:47   |
| 14.  | «Angry Birds Movie Score Medley» | Heitor Pereira  | 3:18   |

## Estrena
El 15 de maig de 2013, Sony Pictures Entertainment va anunciar que havia arribat a un acord amb Rovio Entertainment per distribuir la seva pel·lícula d'animació-CG de la seva famosa franquícia de videojocs Angry Birds. La pel·lícula tenia previst la seva estrena l'1 de juliol de 2016, però al desembre de 2014 es va traslladar al 20 de maig del 2016.

### Data i lloc d'estrena
| Data                    | Estat |
| ----------------------- | --- |
| dimecres 11 maig 2016   | Bèlgica, Egipte, França, Jamaica, Filipines, Trinitat i Tobago |
| dijous 12 maig 2016     | Emirats Àrabs Units, Argentina, Austràlia, Azerbaidjan, Bòsnia i Hercegovina, Bahrain, Bolívia, Brasil, Belarús, Xile, Xipre, República Txeca, Alemanya, Dinamarca, República Dominicana, Grècia, Croàcia, Hongria, Israel, Iraq, Jordània, Cambodja, Kazakhstan, Líban, Macedònia del Nord, Nova Zelanda, Oman, Perú, Qatar, Sèrbia, Rússia, Eslovènia, Síria, Tailàndia, Ucraïna, Uruguai |
| divendres 13 maig 2016  | Bulgària, Estònia, Espanya, Etiòpia, Finlàndia, Regne Unit, Ghana, Indonèsia, Irlanda, Lituània, Letònia, Mèxic, Nigèria, Noruega, Pakistan, Romania, Suècia, Turquia, Vietnam, Sud-àfrica |
| dimecres 18 maig 2016   | Països Baixos |
| dijous 19 maig 2016     | Colòmbia i Corea del Sud |
| divendres 20 maig 2016  | Canadà, República Popular de la Xina i Estats Units d'Amèrica |
| dijous 26 maig 2016     | Singapur |
| divendres 27 maig 2016  | Polònia |
| dimecres 1 juny 2016    | Portugal |
| dijous 2 juny 2016      | Hong Kong |
| dimecres 8 juny 2016    | Taiwan |
| dijous 16 juny 2016     | Itàlia |
| dijous 30 juny 2016     | Malàisia |
| dissabte 1 octubre 2016 | Japó |

## Recepció
Angry Birds ha rebut crítiques entre mixtes a positives de part de la crítica i de l'audiència. Al portal d'internet Rotten Tomatoes, la pel·lícula posseeix una aprovació de 43% basada en 161 ressenyes. La pàgina Metacritic li ha donat a la pel·lícula una puntuació de 43 de 100, basada en 27 crítiques, indicant «ressenyes mixtes però a la vegada favorables». Al lloc IMDb els usuaris li han donat una puntuació de 6.3 / 10, amb base en més de 83.000 vots. En CinemaScore, l'audiència li va donar a la pel·lícula el grau «B +» en una escala que va des de l'A+ fins a la F.